# 紅鼻鼠屬
紅鼻鼠屬（学名：Wiedomys），哺乳綱、囓齒目、倉鼠科的一屬，而與紅鼻鼠屬（紅鼻鼠）同科的動物尚有巴西嶺鼠屬（繡嶺鼠）、白眉林鼠屬（白眉林鼠）、美洲攀鼠屬（稽攀鼠）、南美嶺鼠屬（金嶺鼠）等之數種哺乳動物。

## 下属物种
本属包括以下物种：
- Wiedomys cerradensis Gonçalves, Almeida & Bonvicino, 2005
- Wiedomys pyrrhorhinos (Wied-Neuwied, 1821)